# 伊根町
伊根町（いねちょう）は、京都府の丹後半島の北東部 (与謝郡) に位置する町である。

## 概要
丹後半島の北東部に位置し、丹後地方に含まれる。
「日本で最も美しい村」連合に加盟している。同連合で認定された登録地域資源は、「伊根浦舟屋群」、および「伊根祭（亀島区祭礼行事）」である。

舟屋群を有する伊根浦は重要伝統的建造物群保存地区に選定されており、多くの観光者が訪れる。伊根町全体の2017年（平成29年）の観光入込客数は約30万人であった。

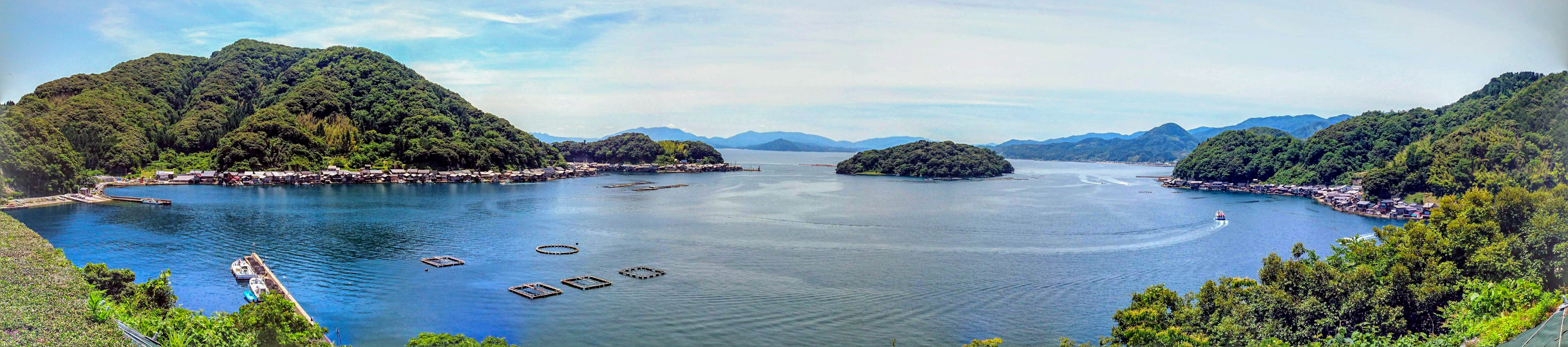
伊根湾全景。沖合に青島が浮かび、湾に沿って舟屋が立ち並ぶ。

## 地理

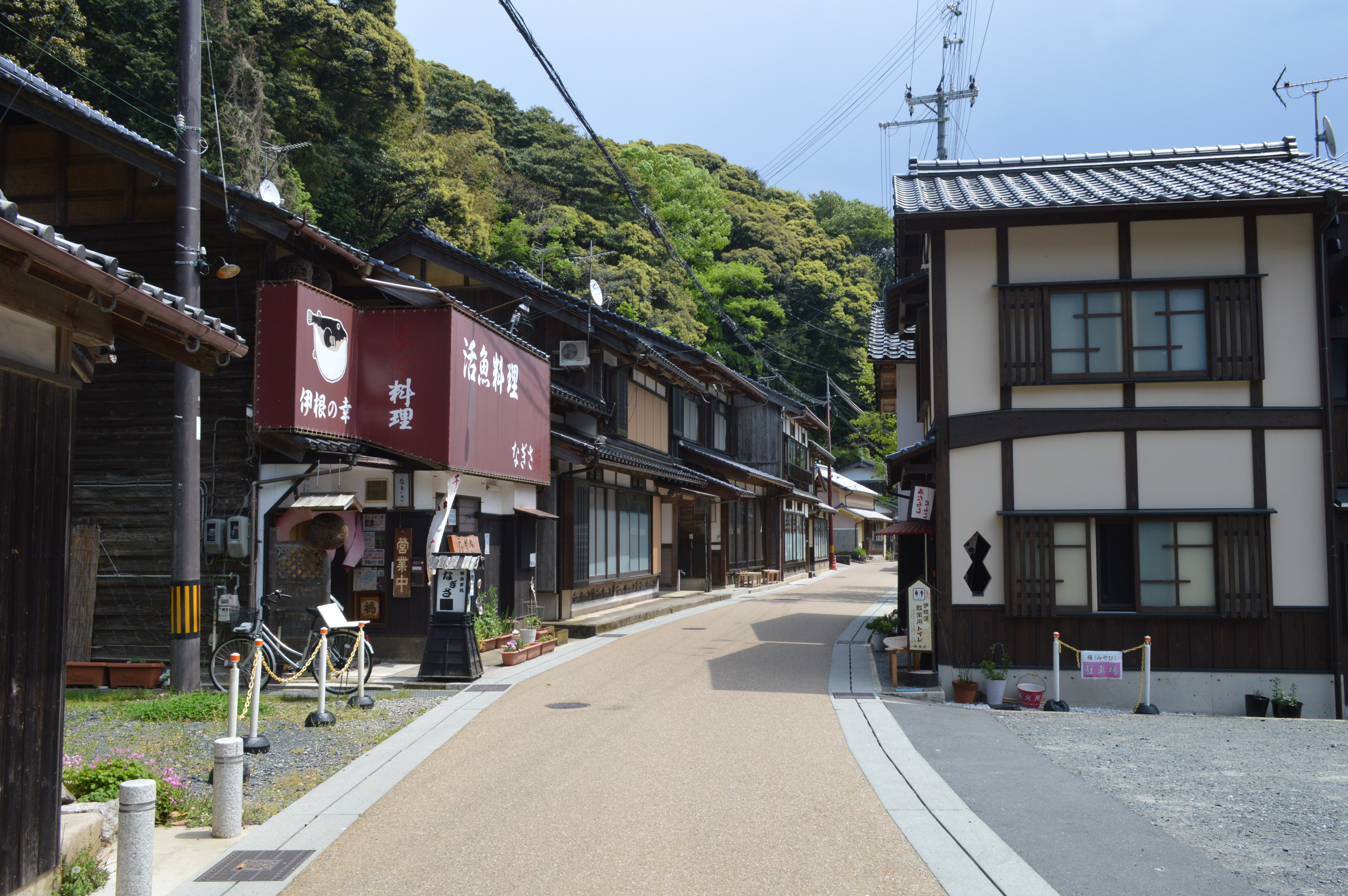
伊根浦の町並み

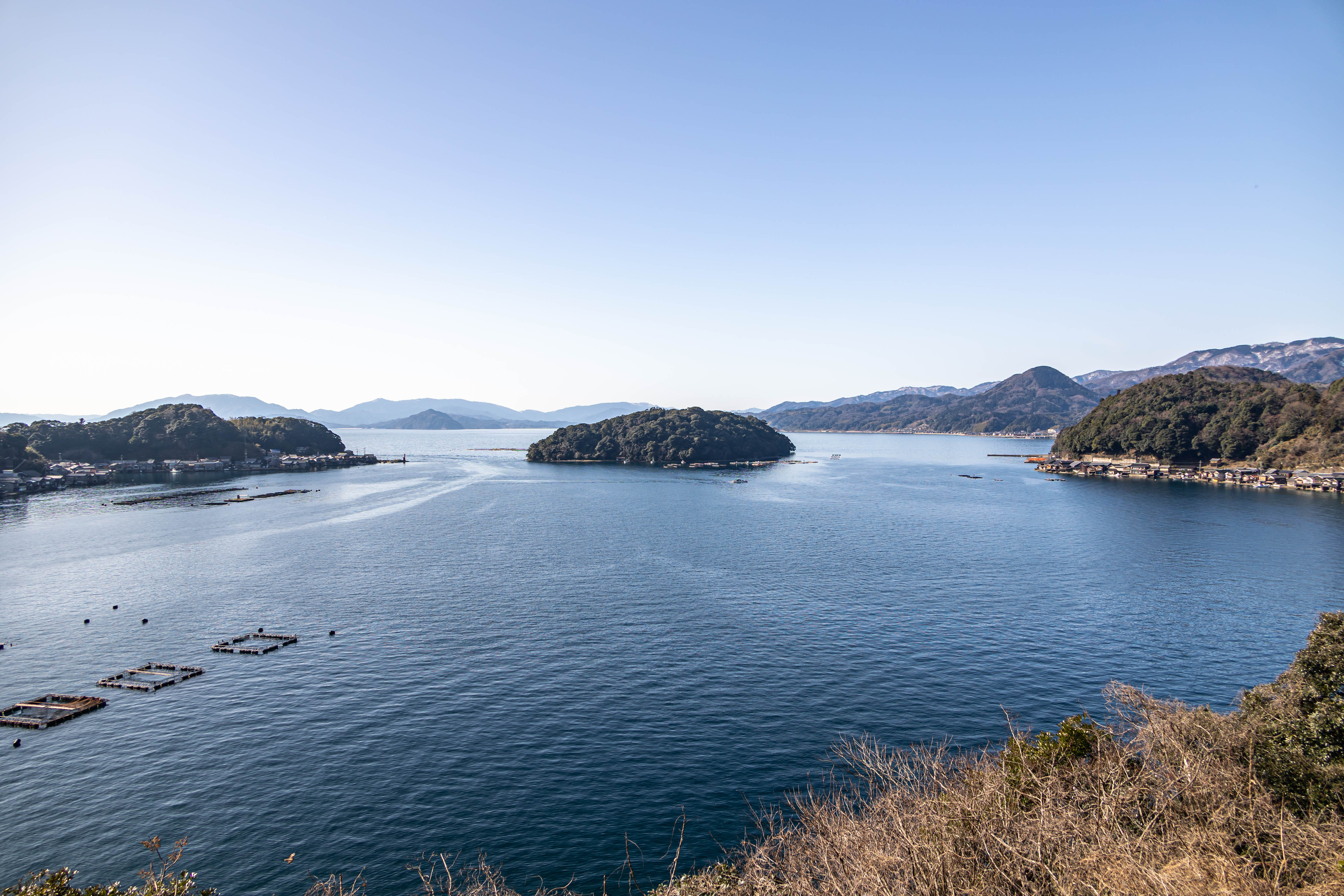
伊根湾と青島

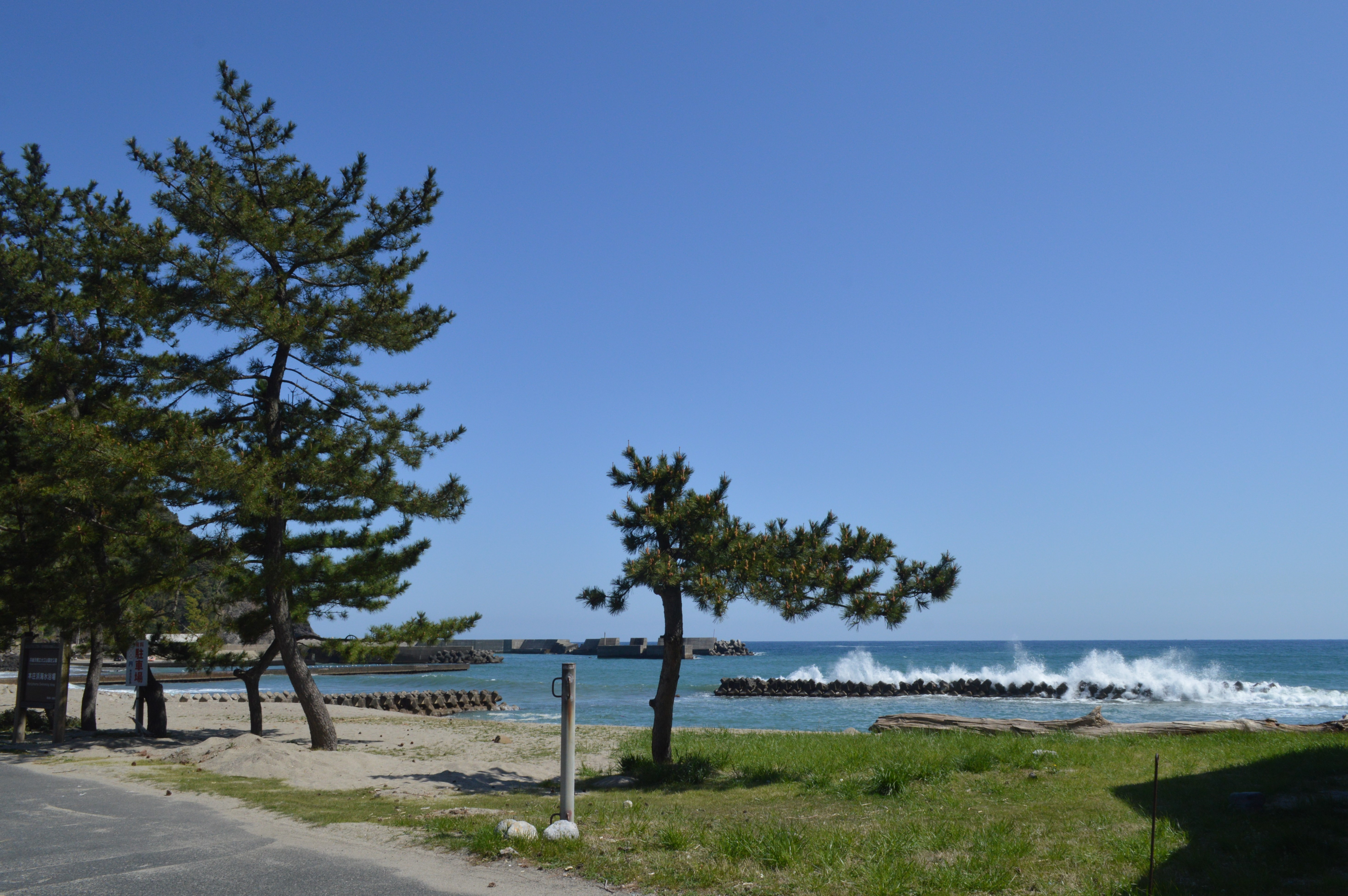
本庄浜海水浴場

### 位置
京都府北部に区分され、丹後半島の北端に位置し東から北にかけては日本海に面している。南は宮津市に、西は京丹後市に隣接している。

### 地形

#### 山岳
主な山
- 太鼓山 - 標高683.1m。
- 権現山 - 標高600.7m。
- 船津山 - 標高550m。
- 笠山 - 標高495.9m。

#### 河川
主な川
- 筒川 - 長さ17.95km。
- 朝妻川 - 長さ4.8km）
- 長延川 - 長さ3.840km。
- 奥田川 - 長さ3.7km。
- 田原川 - 長さ2.1km。

#### 海岸
湾岸
- 伊根湾

岬
- 鷲岬
- 新井崎
- 野室崎
- 鯛崎

海岸
- 本庄浜 - 本庄浜海水浴場

#### 島嶼
主な島
- 青島
- 亀島

### 気候
日本海側気候で降雪量が多く、豪雪地帯に指定されている。

### 人口
2010年（平成22年）国勢調査より前回調査からの人口増減をみると、11.26％減の2,412人であり、増減率は府下26市町村中25位、36行政区域中35位。
| |                                        |  |
| 伊根町と全国の年齢別人口分布（2005年） | 伊根町の年齢・男女別人口分布（2005年） |  |
| ■紫色 ― 伊根町 ■緑色 ― 日本全国 | ■青色 ― 男性 ■赤色 ― 女性              |  |
| 伊根町（に相当する地域）の人口の推移 \| 1970年（昭和45年） \| 4,779人 \| \| \| 1975年（昭和50年） \| 4,283人 \| \| \| 1980年（昭和55年） \| 4,021人 \| \| \| 1985年（昭和60年） \| 3,792人 \| \| \| 1990年（平成2年） \| 3,586人 \| \| \| 1995年（平成7年） \| 3,361人 \| \| \| 2000年（平成12年） \| 3,112人 \| \| \| 2005年（平成17年） \| 2,718人 \| \| \| 2010年（平成22年） \| 2,410人 \| \| \| 2015年（平成27年） \| 2,110人 \| \| \| 2020年（令和2年） \| 1,928人 \| \| |                                        |  |
| 総務省統計局 国勢調査より |                                        |  |
| 1970年（昭和45年） | 4,779人                                |  |
| 1975年（昭和50年） | 4,283人                                |  |
| 1980年（昭和55年） | 4,021人                                |  |
| 1985年（昭和60年） | 3,792人                                |  |
| 1990年（平成2年） | 3,586人                                |  |
| 1995年（平成7年） | 3,361人                                |  |
| 2000年（平成12年） | 3,112人                                |  |
| 2005年（平成17年） | 2,718人                                |  |
| 2010年（平成22年） | 2,410人                                |  |
| 2015年（平成27年） | 2,110人                                |  |
| 2020年（令和2年） | 1,928人                                |  |

### 隣接自治体
京都府
- 宮津市
- 京丹後市

## 歴史

### 古代
丹後半島は古代より中国大陸との交流が盛んな土地であり、京都と大陸との交易ルート上にあった。
伊根町筒川、本庄浜には浦島太郎伝説が、新井には徐福伝説がそれぞれ伝わる。

### 近代
明治時代
- 1889年（明治22年）4月1日 - 町村制施行により与謝郡伊根村、朝妻村、本庄村、筒川村が発足。

### 近現代
昭和
- 1945年（昭和20年）7月30日 - 伊根空襲。
- 1954年（昭和29年）11月3日 - 伊根村、朝妻村、本庄村、筒川村の4村が合併して伊根町が発足。
- 1955年（昭和30年）10月3日 - 町歌・町章制定。
- 1974年（昭和49年）1月 - 町の木を松に決定。

### 現代
平成
- 1993年（平成5年） - 伊根の舟屋を舞台にしたNHKの連続テレビ小説『ええにょぼ』が放送される。
- 2005年（平成17年）
  - 4月11日 - 町役場が字平田から現位置へ移転。
  - 7月22日 - 伊根浦が漁村として初めて重要伝統的建造物群保存地区に選定される。
- 2007年（平成19年）12月2日 - 国道178号養老伊根バイパス（第2工区）開通。伊根町で2つ目となる信号機が完成。
- 2008年（平成20年）10月 - 「日本で最も美しい村連合」に加盟する。

## 政治

### 行政

#### 町長
歴代首長
| 代 | 氏名     | 就任年月日     | 退任年月日     |
| -- | -------- | -------------- | -------------- |
| 初 | 上林甫夫 | 1954年11月25日 | 1962年11月24日 |
| 2  | 三野清治 | 1962年11月25日 | 1978年11月24日 |
| 3  | 向井冨夫 | 1978年11月25日 | 1982年11月24日 |
| 4  | 倉正二   | 1982年11月25日 | 1986年11月24日 |
| 5  | 三野義雄 | 1986年11月25日 | 1998年11月24日 |
| 6  | 向井義昶 | 1998年11月25日 | 2006年11月24日 |
| 7  | 吉本秀樹 | 2006年11月25日 | 現職（4期目）  |

歴代副町長
| 代 | 氏名       | 就任年月日     | 退任年月日     |
| -- | ---------- | -------------- | -------------- |
| 初 | 三野清治   | 1954年12月14日 | 1962年9月30日  |
| 2  | 向井一男   | 1962年12月14日 | 1978年12月13日 |
| 3  | 出口喜美治 | 1978年12月14日 | 1982年12月13日 |
| 4  | 三野義雄   | 1982年12月15日 | 1986年12月15日 |
| 5  | 奥野隆正   | 1986年12月16日 | 1990年12月15日 |
| 6  | 三野幸生   | 1990年12月16日 | 1998年12月15日 |
| 7  | 古板利一   | 1998年12月16日 | 2006年12月15日 |
| 8  | 小西俊朗   | 2006年12月16日 | 2018年12月16日 |
| ９ | 上山富夫   | 2018年12月17日 | 現職           |

### 議会

#### 町議会
- 定数は9[3]。

歴代議長
| 代 | 氏名       | 就任年月日     | 退任年月日     |
| -- | ---------- | -------------- | -------------- |
| 初 | 品川偉太郎 | 1954年12月6日  | 1958年11月30日 |
| 2  | 上山冨之助 | 1958年12月5日  | 1962年11月30日 |
| 3  | 石野弥吉   | 1962年12月5日  | 1966年11月30日 |
| 4  | 向井冨夫   | 1966年12月8日  | 1978年11月9日  |
| 5  | 石倉佐一郎 | 1978年12月8日  | 1980年12月15日 |
| 6  | 山田章     | 1980年12月15日 | 1982年11月30日 |
| 7  | 上辻康一   | 1982年12月6日  | 1986年11月30日 |
| 8  | 中村清志   | 1986年12月5日  | 1994年11月30日 |
| 9  | 向井義昶   | 1994年12月7日  | 1998年11月10日 |
| 10 | 藤原利公   | 1998年12月7日  | 2006年11月30日 |
| 11 | 宮下愿吾   | 2006年12月5日  | 2014年11月30日 |
| 12 | 泉敏夫     | 2014年12月5日  | 現職           |

歴代副議長
| 代 | 氏名       | 就任年月日     | 退任年月日     |
| -- | ---------- | -------------- | -------------- |
| 初 | 筒井寛四郎 | 1954年12月6日  | 1958年11月30日 |
| 2  | 谷口庄八   | 1958年12月5日  | 1962年11月30日 |
| 3  | 下野清     | 1962年12月5日  | 1966年11月30日 |
| 4  | 豊田清治   | 1966年12月8日  | 1970年11月30日 |
| 5  | 中川久左衛 | 1970年12月8日  | 1974年11月30日 |
| 6  | 石倉佐一郎 | 1974年12月10日 | 1978年11月30日 |
| 7  | 山田章     | 1978年12月8日  | 1980年12月15日 |
| 8  | 上辻康一   | 1980年12月15日 | 1982年11月30日 |
| 9  | 倉野巖     | 1982年12月6日  | 1986年11月30日 |
| 10 | 向井義昶   | 1986年12月5日  | 1994年11月30日 |
| 11 | 藤原利公   | 1994年12月7日  | 1998年11月30日 |
| 12 | 石倉勲     | 1998年12月7日  | 2002年11月30日 |
| 13 | 倉秀樹     | 2002年12月3日  | 2005年1月24日  |
| 14 | 永井將義   | 2005年1月31日  | 2006年11月30日 |
| 15 | 倉秀樹     | 2006年12月5日  | 2010年11月30日 |
| 16 | 奥野良一   | 2010年12月1日  | 2014年11月30日 |
| 17 | 佐戸仁志   | 2014年12月5日  | きょう         |

会派（2014年12月現在）
| 会派名     | 議員数 |
| ---------- | ------ |
| 拓政会     | 6      |
| 日本共産党 | 2      |
| 無会派     | 1      |

委員会
- 常任委員会
  - 総務委員会（定数：5人）
  - 産業建設委員会（定数：4人）
- 議会運営委員会（定数：5人）
- 特別委員会

## 施設

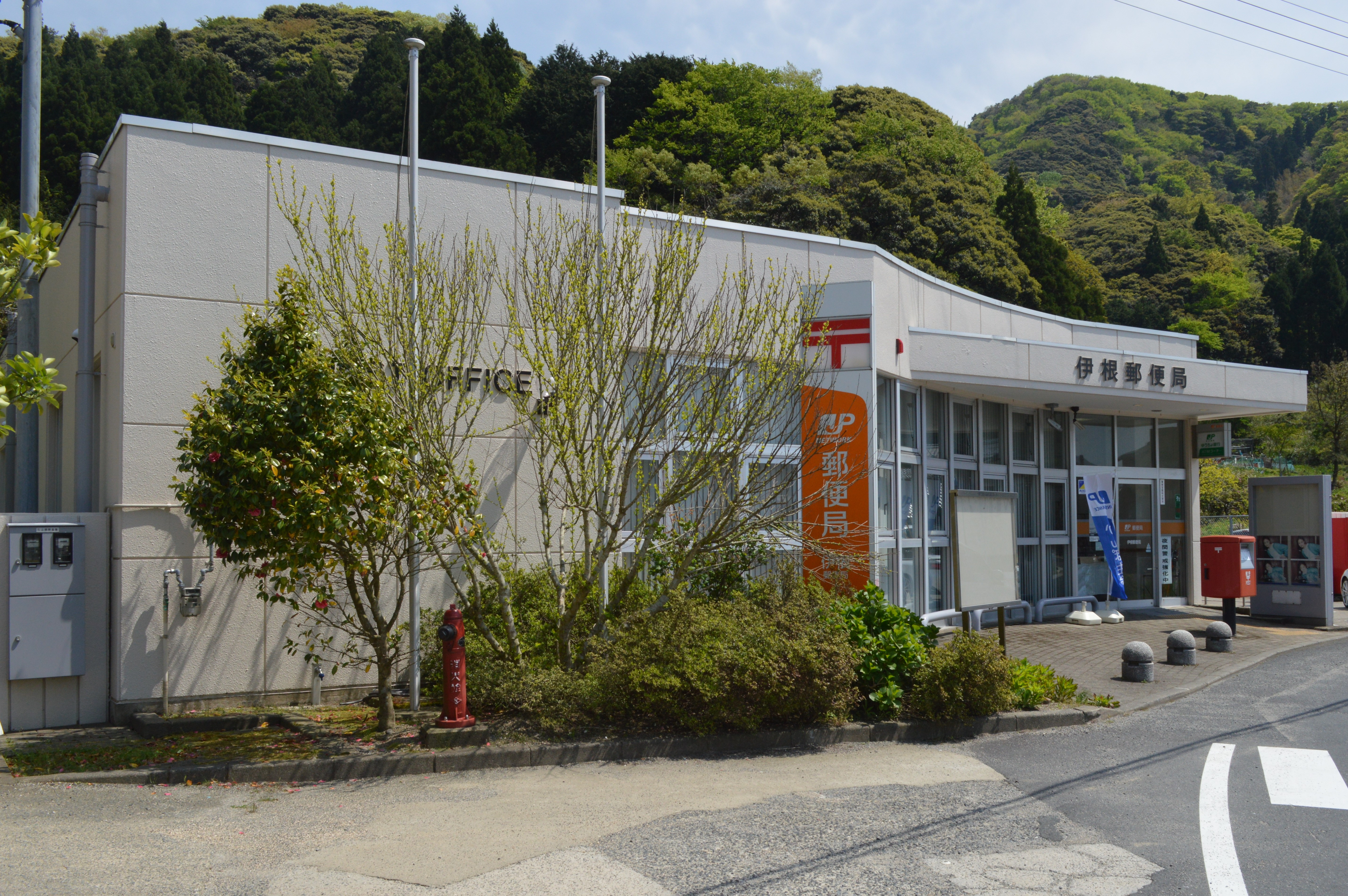
伊根郵便局

### 警察
- 宮津警察署（本署は宮津市）
  - 伊根駐在所（伊根町平田）
  - 本庄駐在所（伊根町本庄上）
  - 筒川駐在所（伊根町本坂）
  - 朝妻駐在所（伊根町井室荒堀）

### 消防
- 宮津与謝消防署橋北分署（伊根町字日出576番地）

### 医療
医療施設
- 伊根町国民健康保険伊根診療所
- 伊根町国民健康保険本庄診療所

### 福祉
介護施設
- 特別養護老人ホーム長寿苑

### 郵便局
主な郵便局
- 伊根郵便局
- 本庄郵便局

## 対外関係

### 姉妹都市・提携都市
2021年現在、伊根町に姉妹都市・提携都市は存在しない。

#### 国内
その他
- 日本で最も美しい村連合に加盟しており、美しい村づくり、ロゴマークの活用、サポーター会員制度、イベントの開催、広報活動を行っている地方自治体や地域の連合体に参加している。

## 経済

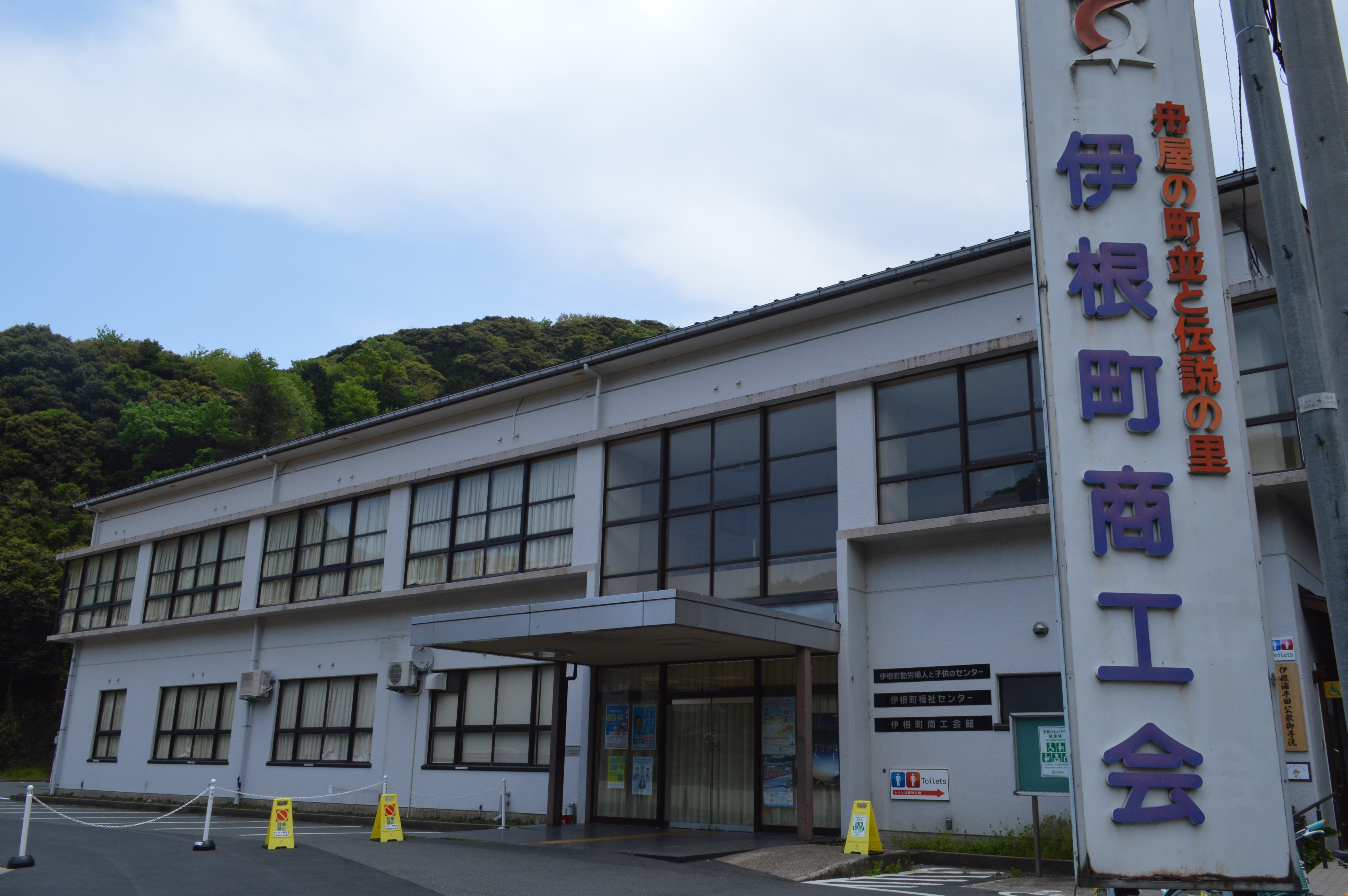
伊根町商工会

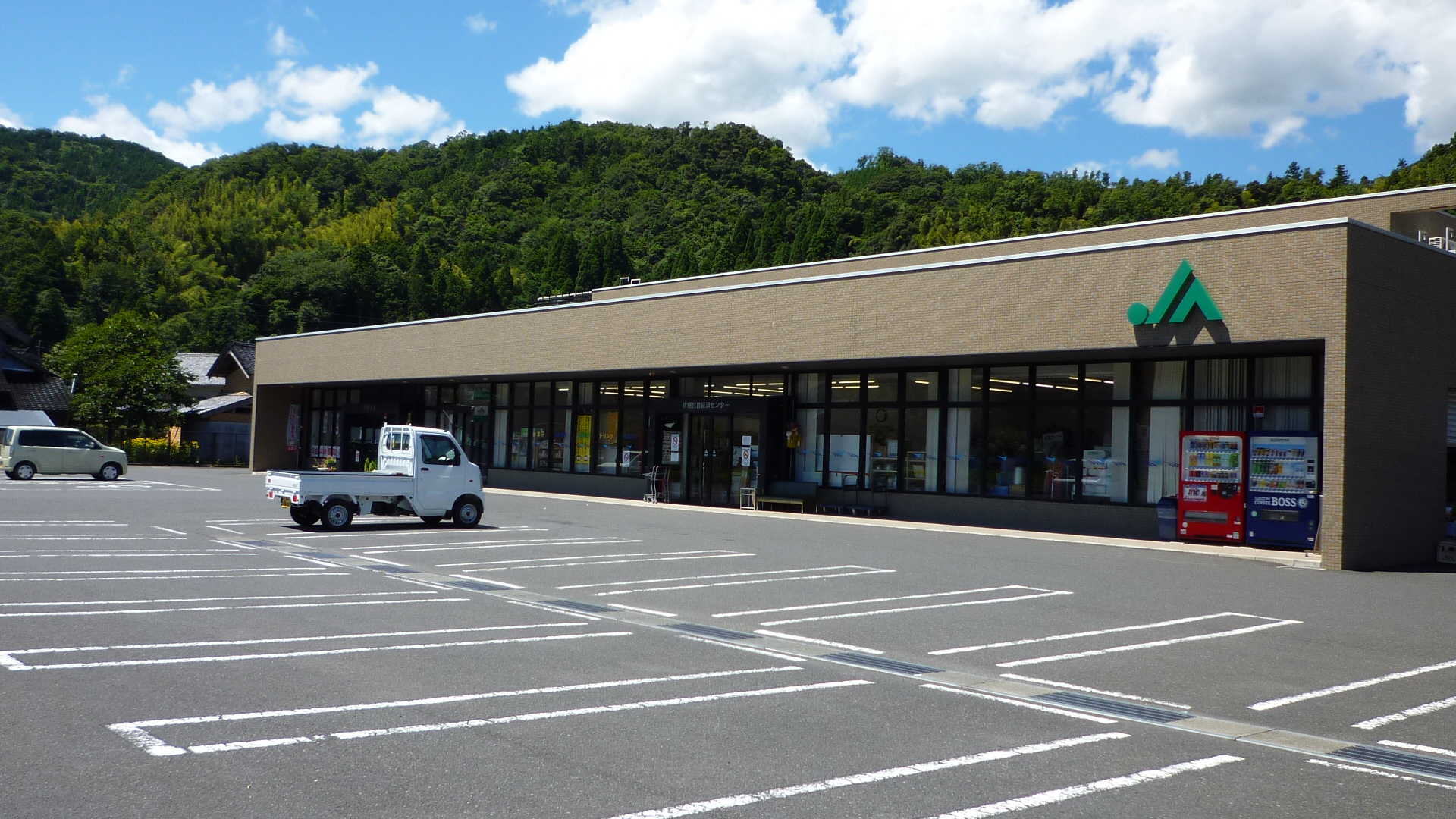
JA京都伊根支店

漁業と観光業が基幹産業となっている。

### 第一次産業

#### 農業
農業協同組合
- 京都農業協同組合伊根支店
- 伊根町農業協同組合

#### 漁業
2007年度（平成19年）の年間総水揚は3190トンで、京都府下で水揚げされる水産物の約25 %を占めており、漁業が伊根町の基幹的産業となっている。岩がきや水産加工品（へしこ・ぶりのみそ漬け）などが特産品である。近年、漁業従事者の減少が問題になっている。
- 伊根町の漁港一覧
  - 伊根漁港
  - 新井漁港
  - 浦島漁港
  - 本庄漁港
  - 泊漁港
- 伊根浦漁業株式会社（旧・伊根町漁業協同組合）
  - （伊根町漁業協同組合 蒲入支所）
  - （伊根町漁業協同組合 本庄浦支所）
- 本庄漁業生産組合
- 京都府信用漁協連合会伊根支店

### 第二次産業

#### 醸造業
酒蔵として向井酒造がある。特産品として筒川そばや伊根焼きなどがある。

### 第三次産業

#### 商業
伊根町にはコンビニエンスストアや主要スーパーマーケットの出店がない。このため移動販売が行われており、フクヤのとくし丸5号車の訪問エリアとなっている。
海に密接した家屋が多いことから、それらの地形を活かしたカフェテラスや、遊覧船の営業など、舟屋の町をPRした観光事業も行われている。

## 情報・生活

### ライフライン

#### 電力
- 関西電力
- 京都府公営企業

発電所
- 太鼓山風力発電所

#### ガス
都市ガス事業者はない。LP（プロパン）ガスとなる。

#### 上下水道
- 京都府営水道

#### 電信
- NTT西日本

## 教育

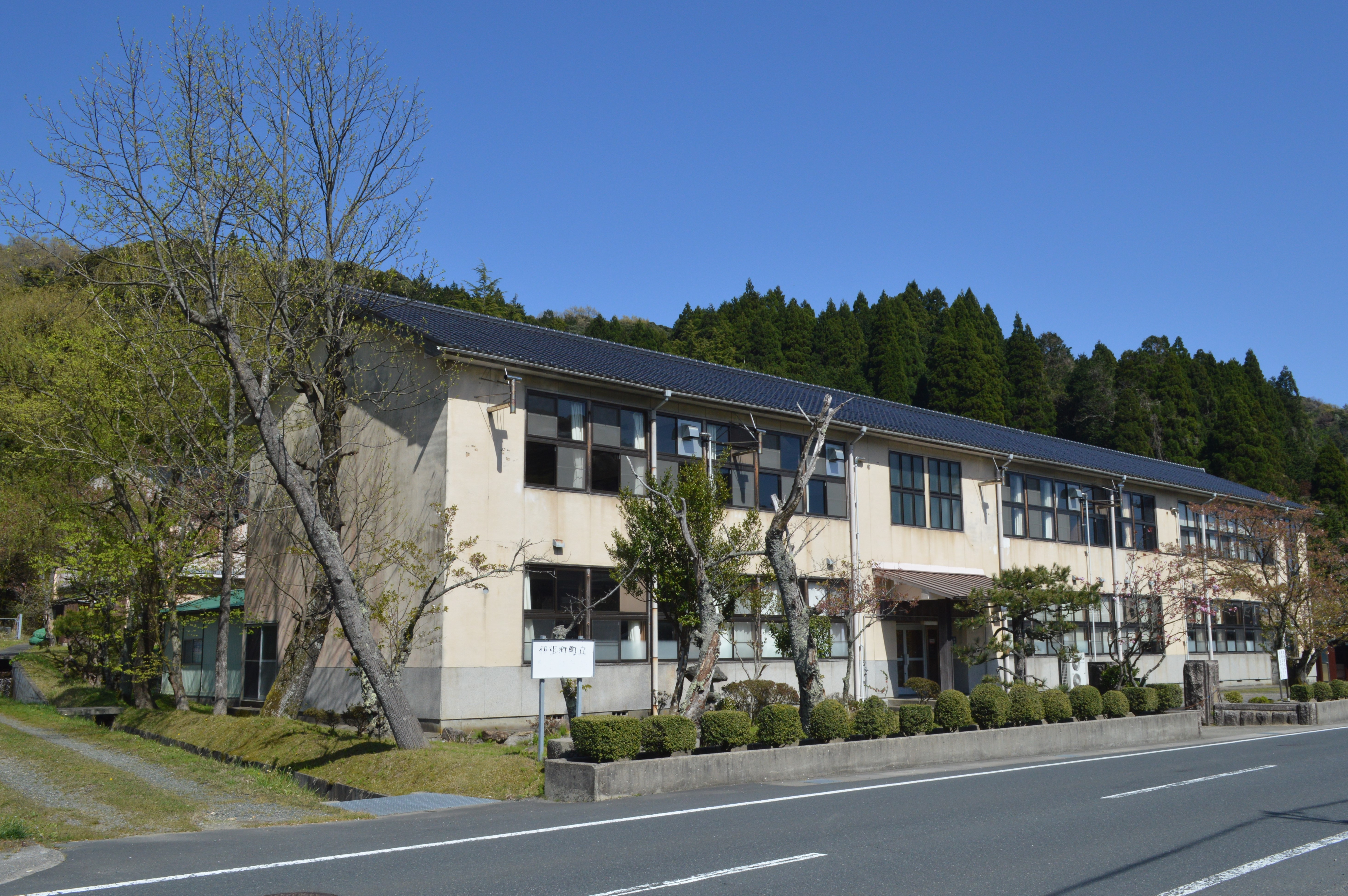
宮津高等学校伊根分校

### 高等学校
府立
- 京都府立宮津高等学校伊根分校 - 2020年（令和2年）4月には京都府立清新高等学校に統合された。

### 中学校
町立
- 伊根町立伊根中学校

### 小学校
町立
- 伊根町立伊根小学校
- 伊根町立本庄小学校

### 保育園
町立
- 伊根町立伊根保育園
- 伊根町立本庄保育所

## 交通

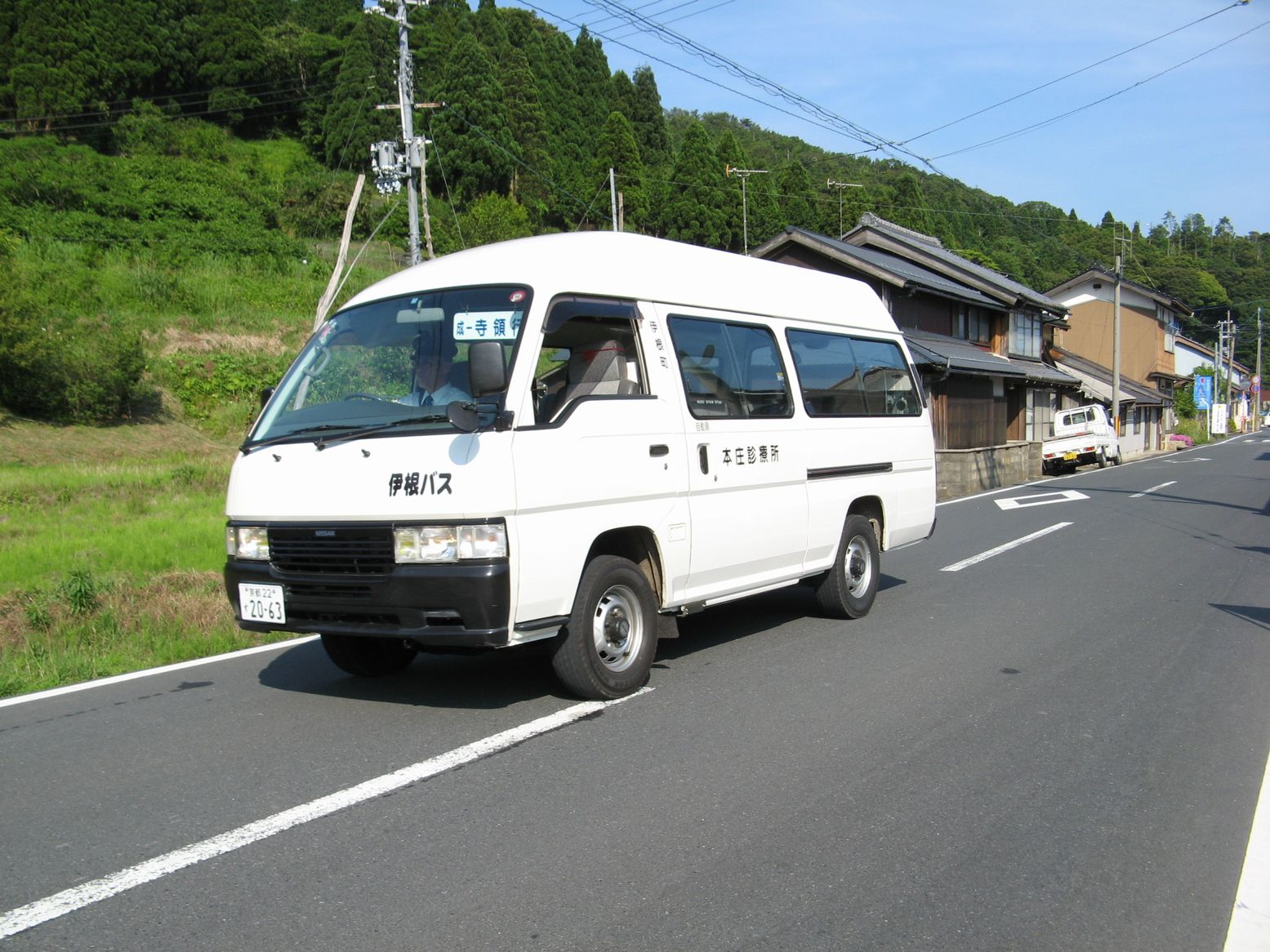
伊根町営バス

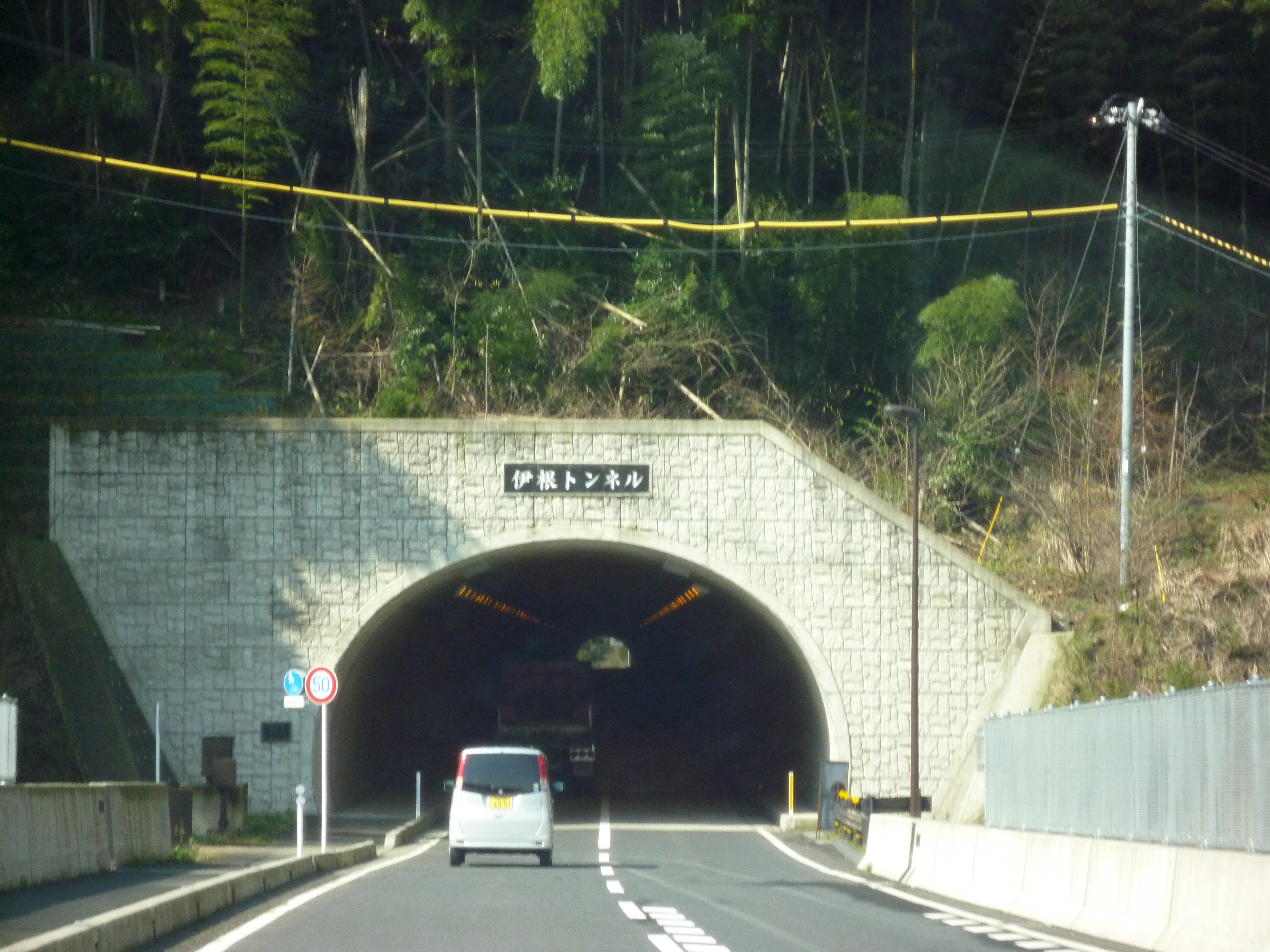
伊根トンネル（養老伊根バイパス）

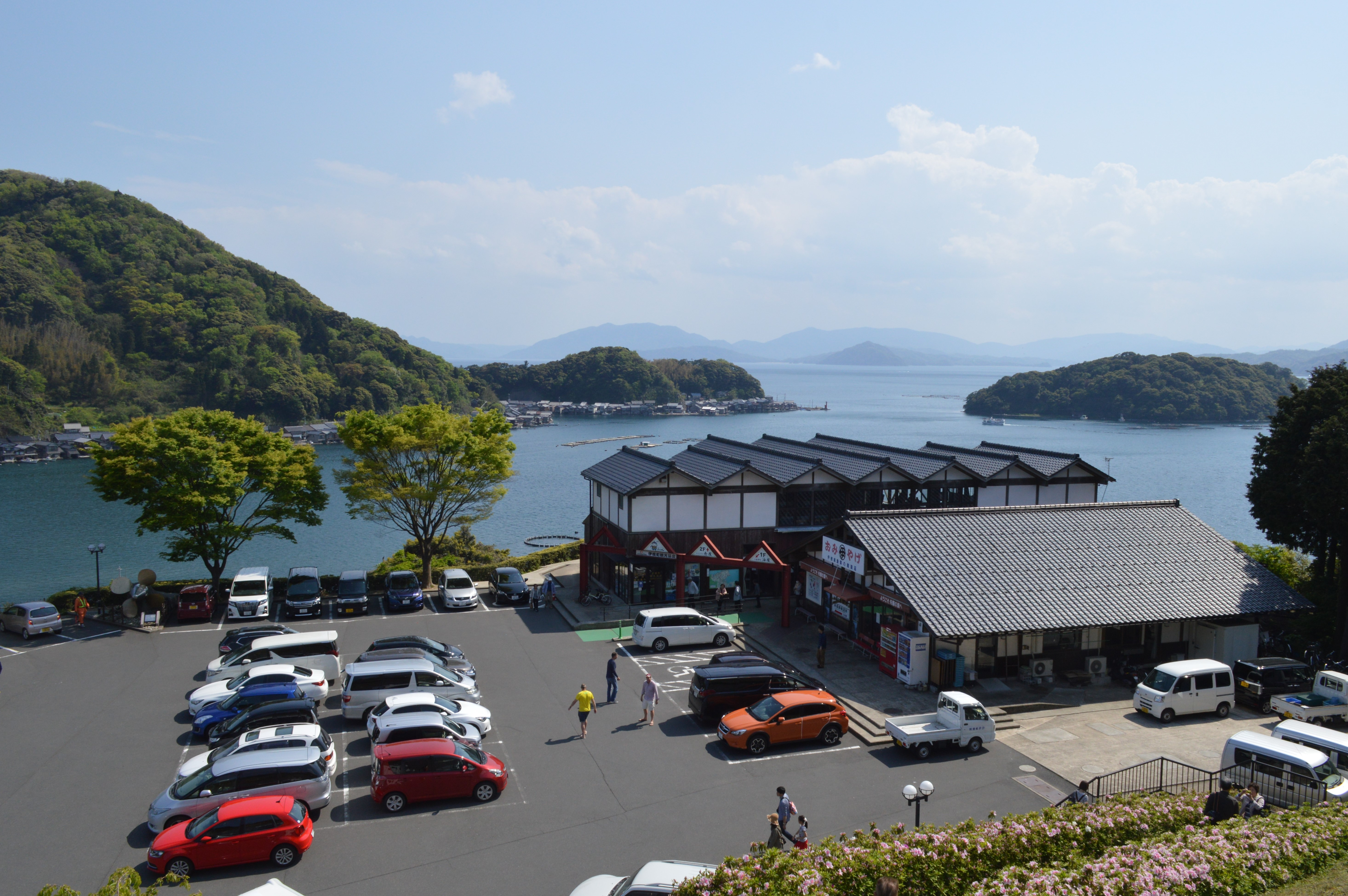
道の駅舟屋の里 伊根

### 鉄道

#### 鉄道路線
町内に鉄道は通っていない。鉄道を利用する場合の最寄り駅は京都丹後鉄道宮津駅・天橋立駅・岩滝口駅。

### 路線バス
- 丹後海陸交通（丹海バス） - 宮津市・与謝野町と伊根町を結ぶ路線を運行している。一部の便は町内を経由し経ヶ岬（京丹後市）が起終点となる。
  - 上宮津公民館 - 宮津駅 - 道の駅海の京都 宮津 - 天橋立駅 - 岩滝口駅 - 岩滝 - 天橋立ケーブル下 - 伊根診療所 - 伊根 - 蒲入 - 経ヶ岬
- いねタク - 2022年4月より運行されている予約型乗合タクシー。地域住民のほか、伊根町を訪れた際に町内の観光施設などで専用QRコードを読み取り登録することで観光客も利用可能であるが、町外からの利用登録は不可である。

なお、コミュニティバスの伊根町営バスは2022年3月に廃止され上記の「いねタク」に代替された。

### 道路

#### 国道
- 国道178号

#### 府道
主要地方道
- 京都府道57号弥栄本庄線

一般府道
- 京都府道621号下世屋本庄線
- 京都府道622号伊根港線
- 京都府道623号本庄浜本庄宇治線
- 京都府道624号本庄港線
- 京都府道652号久僧伊根線

#### 道の駅
- 道の駅舟屋の里 伊根

## 観光

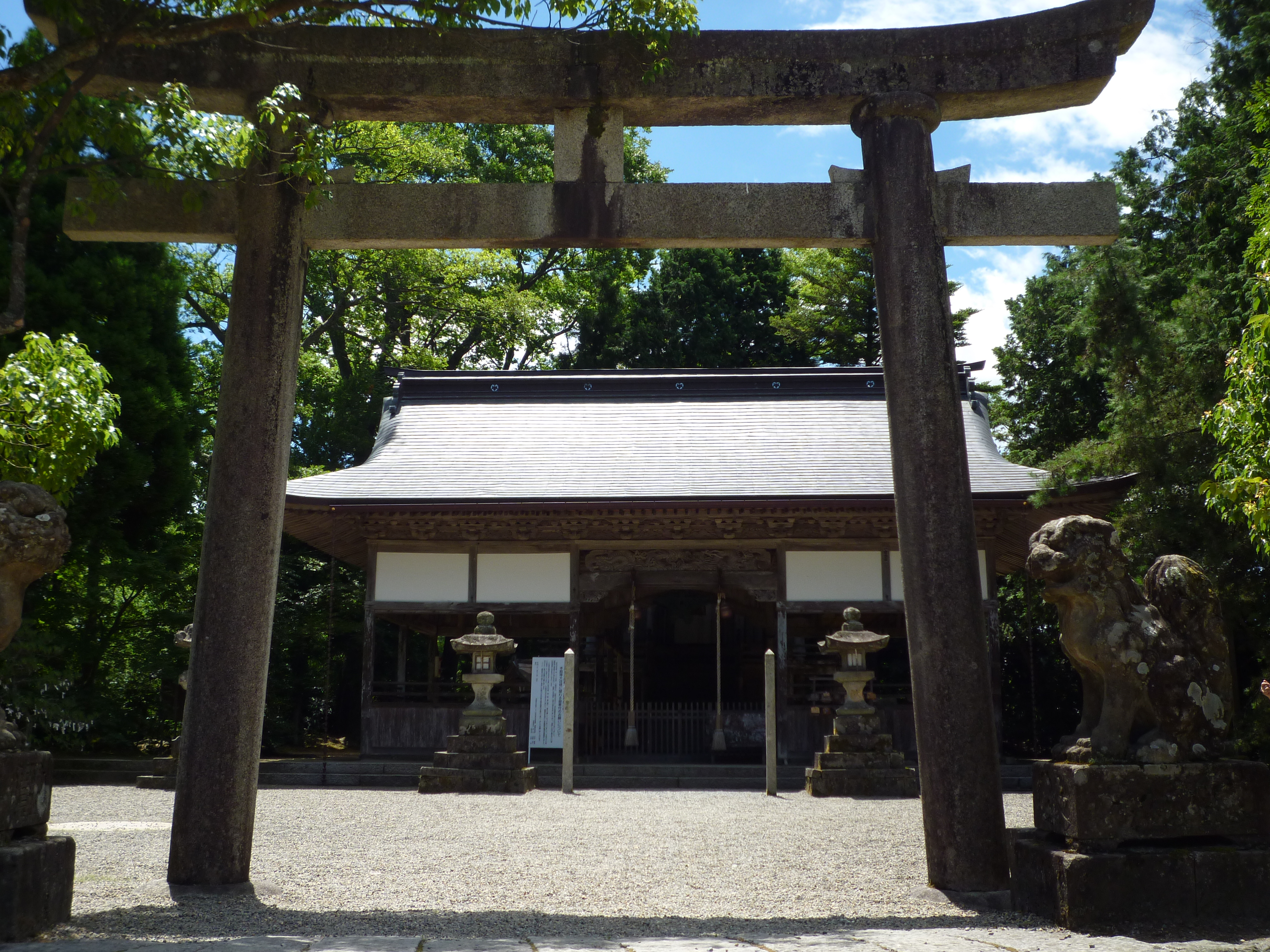
浦嶋神社

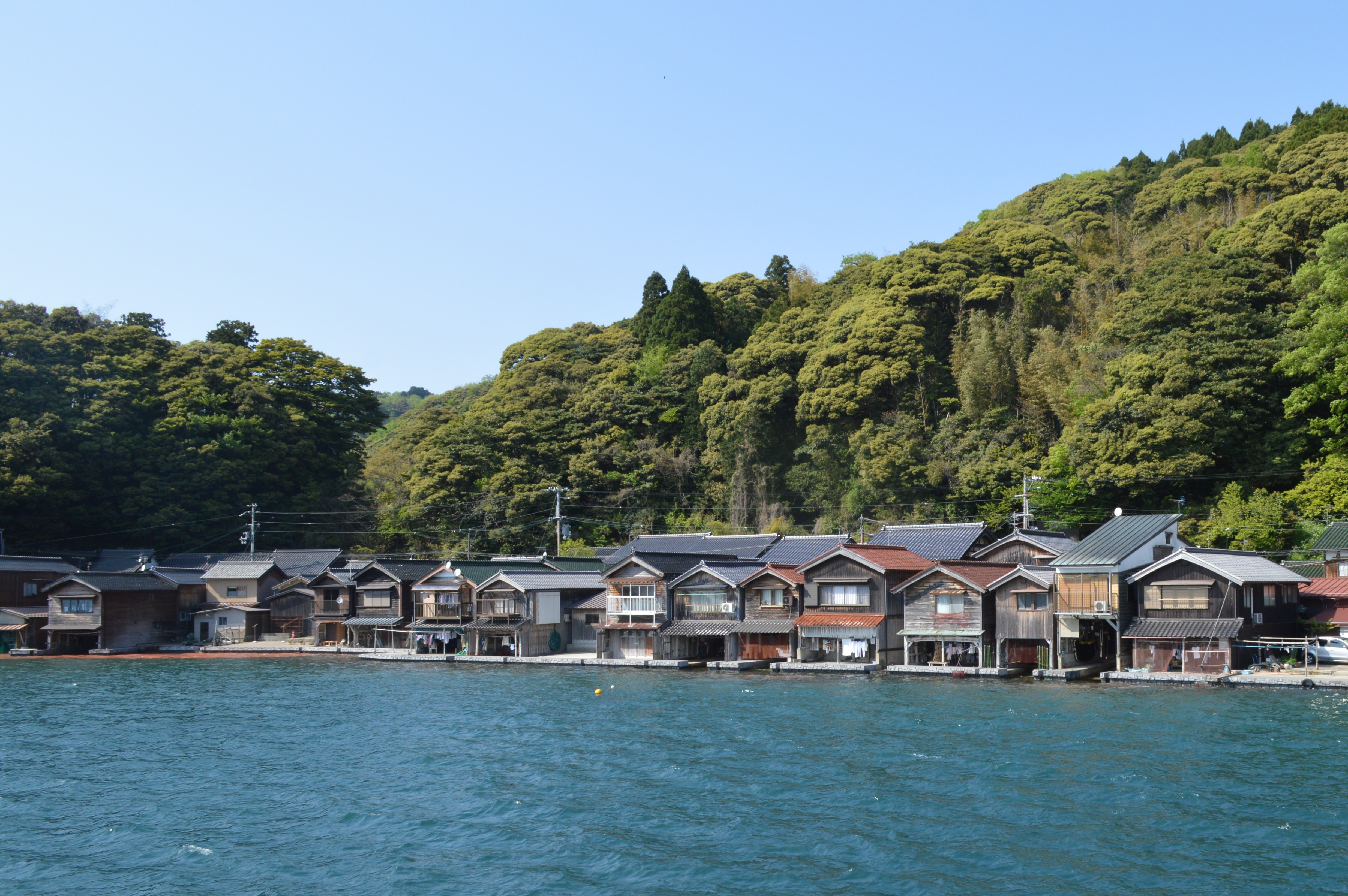
伊根湾に面する舟屋

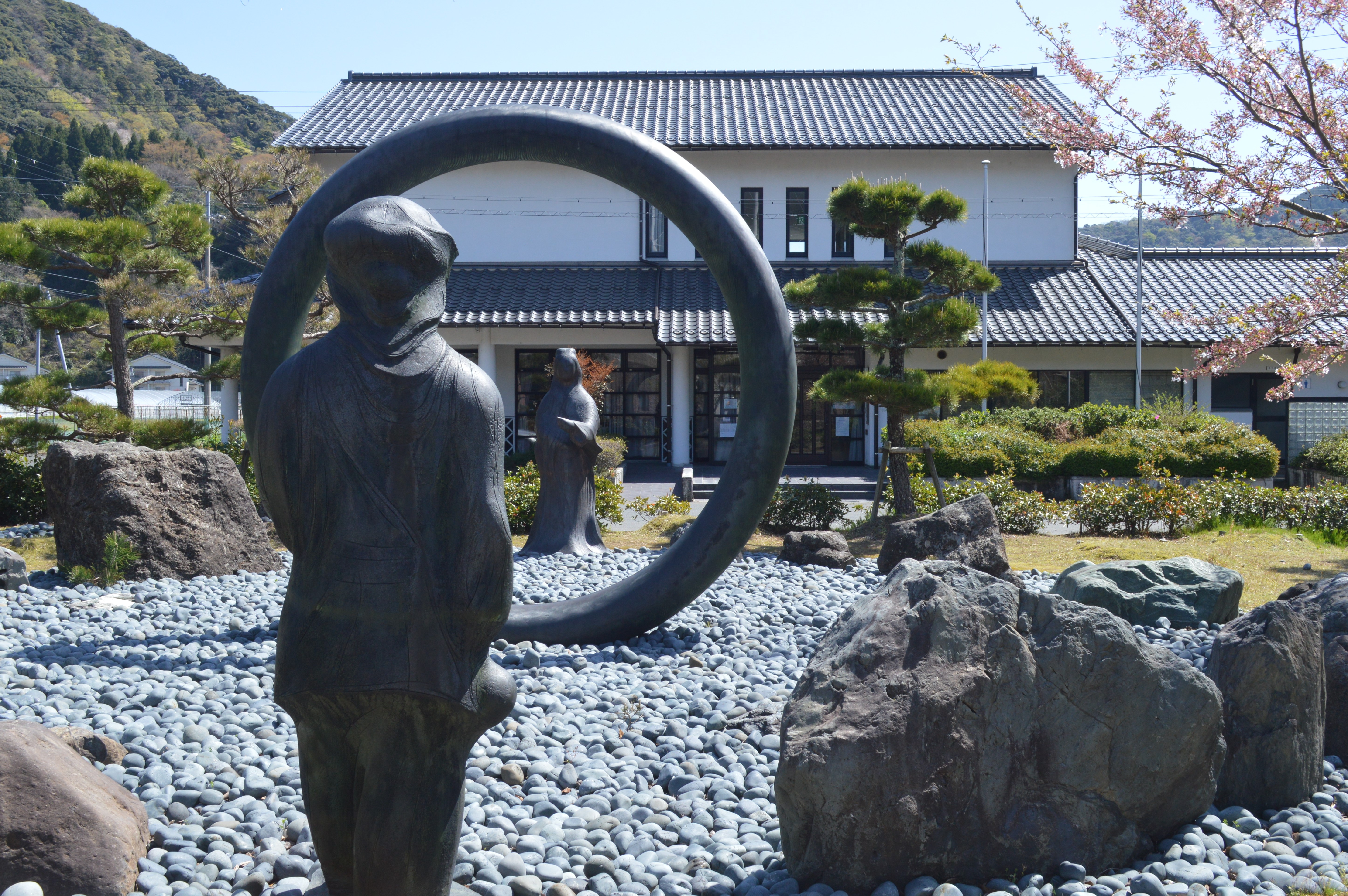
水の江里浦嶋公園

### 名所・旧跡
主な神社
| - 八坂神社 - 八幡神社 - 蛭子神社 - 七面神社 - 大下神社 - 阿字野神社 - 新井崎神社 - 三柱神社 - 七神社 - 山根川神社 - 若宮神社 - 浦嶋神社（宇良神社） | - 八柱神社 - 古森神社 - 真島神社 - 上山神社 - 中山神社 - 越山神社 - 八重垣神社 - 猿田彦神社 - 大山祇神社 - 下山神社 - 桑飼神社 |

主な寺院
| 寺院名        | 所在地   | 宗派     | 備考                                                                  |
| ------------- | -------- | -------- | --------------------------------------------------------------------- |
| 出光山 日恩寺 | 日出     | 曹洞宗   | 1576年（天正4年）8月、真言宗より改宗                                  |
| 妙典山 大乗寺 | 亀島     | 日蓮宗   | 1601年（慶長6年）9月開山                                              |
| 高照山 正法寺 | 亀島     | 臨済宗   | 1536年（天文7年）改称、現在地に移転                                   |
| 平田山 海蔵寺 | 平田     | 曹洞宗   | 1582年（天正10年）現在地に移転、1612年（慶長17年）改宗                |
| 亀頭山 海福寺 | 亀島     | 臨済宗   | 1650年（慶安3年）創立                                                 |
| 普門山 慈眼寺 | 亀島     | 曹洞宗   | 1315年（正和4年）高梨に建立、1522年（大永2年）9月、現在地に移転、改宗 |
| 龍谷山 洞雲寺 | 大原     | 曹洞宗   | 1592年（元禄元年）改宗                                                |
| 荷玉山 振宗寺 | 井室     | 曹洞宗   | 989年（永祚元年）藤原保昌の開基、1408年（応永15年）改宗               |
| 金剛山 玉林寺 | 新井     | 曹洞宗   | 1625年（寛永2年）改宗、1912年（大正元年）焼失、現在地に移転           |
| 見海山 妙国寺 | 六万部   | 日蓮宗   | 1655年（明暦元年）改宗                                                |
| 安養山 延命寺 | 本庄浜   | 曹洞宗   | 1613年（慶長18年）改宗                                                |
| 平野山 来迎寺 | 本庄宇治 | 真言宗   | 1864年（元治元年）類焼により現在地に移転                              |
| 梵音山 護聖寺 | 本庄上   | 曹洞宗   | 1541年（天文10年）改宗、1823年（文政6年）11月、本堂再建               |
| 功徳山 浄福寺 | 本庄上   | 浄土真宗 | 元宮津市仏性寺末                                                      |
| 平野山 浄国寺 | 本庄上   | 日蓮宗   | 1605年（慶長10年）日蓮宗浄国寺として創建                              |
| 海雲山 西明寺 | 蒲入     | 真言宗   | 1646年（正保3年）現在地に創建                                         |
| 少欲山 知足院 | 野村     | 曹洞宗   | 1532年（天文元年）堂宇建立、1675年（延宝3年）現在地に移転             |
| 威徳山 妙光寺 | 菅野     | 曹洞宗   | 1574年（天正2年）中興                                                 |
| 成就院        | 湯之山   | 真言宗   | 1582年（天正19年）建立                                                |

### 観光スポット
- 伊根の舟屋
- 奥伊根温泉
- 水の江里浦嶋公園
- 浦嶋神社（宇良神社）
- 新井崎神社
- 泊海水浴場
- 本庄浜海水浴場
- 布引滝
- 太鼓山
- 丹後大仏
- 新井の千枚田

## 文化・名物

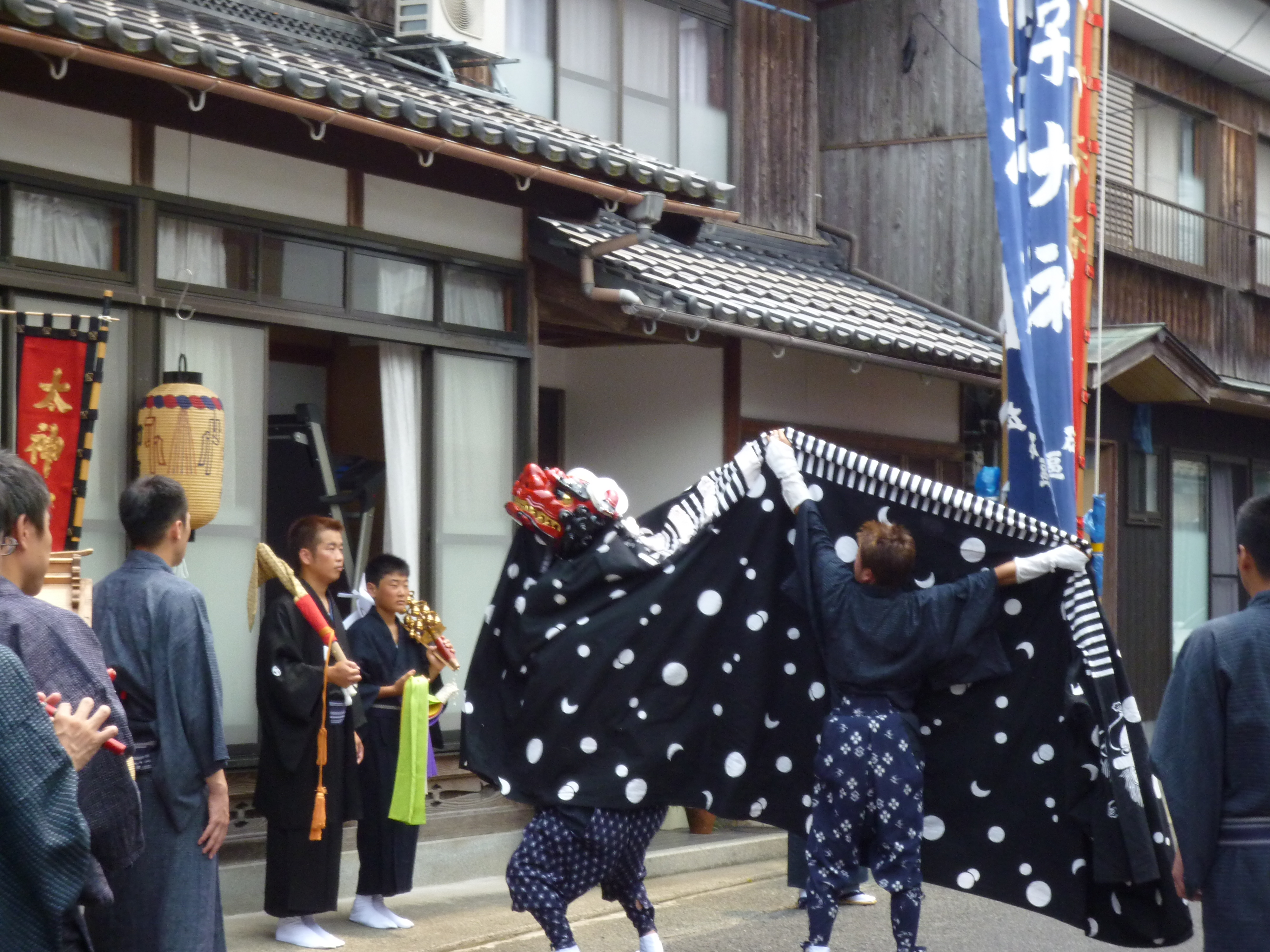
伊根祭 神楽の奉納

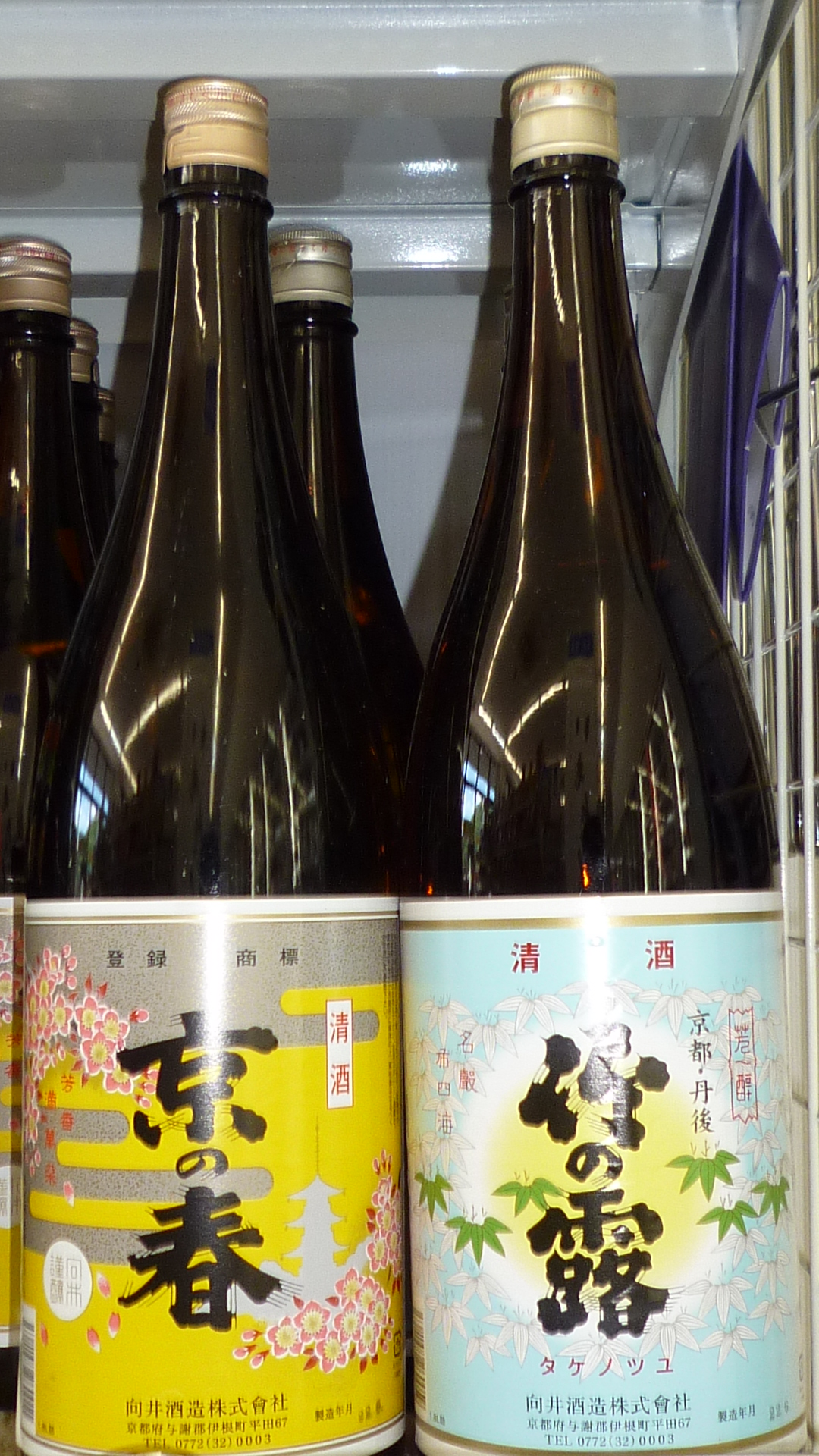
向井酒造の「京の春」「竹の露」

### 祭事・催事
- 延年祭（3月17日）
- 朝妻祭（4月中旬）
- 筒川祭（4月下旬）
- 伊根祭（7月下旬）
- 本庄祭（8月上旬）
- 愛宕の火祭り（8月15日）
- おべっさん（8月20日）
- 伊根花火（旧称：FUNAYAの里ベイエリアフェスティバル）（8月下旬）
- 伊根のうみゃーもん祭（10月下旬）
- 筒川そばまつり（11月上旬）

### 名産・特産
- 向井酒造
- 筒川そば[4]
- 伊根焼き

## 作品
伊根町を舞台とした作品

### 映画
- 『男はつらいよ 寅次郎あじさいの恋』1982年、松竹
- 『釣りバカ日誌5』1992年、松竹

### テレビドラマ
- 火曜サスペンス劇場 朝比奈周平ミステリー 丹後路殺人事件 - 1992年、日本テレビ。
- NHK連続テレビ小説 ええにょぼ - 1993年、NHK。
- 火曜サスペンス劇場 京都丹後殺人街道 - 1993年、日本テレビ。
- 火曜サスペンス劇場 京都金沢殺人事件シリーズ4 京都金沢浦島太郎殺人事件 - 2003年、日本テレビ。
- 月曜ミステリー劇場 警察庁特別広域捜査官 宮之原警部シリーズ 丹後浦島伝説殺人事件 - 2003年、TBS。
- 孤独のグルメ
 2021大晦日スペシャル 〜激走！絶景絶品・年忘れロードムービー〜 - 2021年、テレビ東京。
- 満天のゴール（2023年3月25日、NHK BS4K）[7]

### 歌謡曲
- 伊根の舟歌 - 高山厳 （2006年）
- 伊根の舟屋 - 水田竜子 （2009年）

### 小説
- 満天のゴール（藤岡陽子、2017年10月、小学館）[8]

### 漫画
- あさこ (よしだもろへ)
- 往生際の意味を知れ! (米代恭)

## 出身関連著名人

### 出身著名人
- 品川萬右衛門 - 筒川村長・与謝郡会議員・京都府会議員。筒川繭糸蚕種生産販売組合の組合長を務めて村おこしに尽力した[9][10]。
- 三嶋一聲 - 民謡歌手。小唄勝太郎と吹き込んだ「東京音頭」が大ヒットを記録した[9]。
- TOMY - 歌手・ラジオDJ。QU-Eメンバー。